# Saknatún
Saknatún es un sitio arqueológico de la cultura maya ubicado cerca del curso del río Lacantún al sur de la Reserva de la Biósfera Montes Azules en el municipio de Ocosingo del estado de Chiapas, México. Saknatún fue un centro maya cívico-ceremonial perteneciente a la región del río Lacantún el cual se desarrolló durante el periodo clásico tardío, el sitio fue edificado sobre una serie de elevaciones cerca del río y está integrado por 15 basamentos ceremoniales principales incluyendo una pirámide de entre 12 a 15 metros de altura.

## Arqueología
El sitio arqueológico de Saknatún está conformado por varias estructuras ceremoniales alrededor de patios y terrazas, el edificio principal y de mayor tamaño dentro del sitio es una pirámide escalonada de 8 niveles con base cuadrangular ubicada en el sector norte del sitio y cuenta con unas dimensiones de 40 metros de largo y una altura de entre 12 a 15 metros. La arquitectura de Saknatún es cercana al estilo común de los sitios mayas aledaños al río Usumacinta aunque también se han identificado rasgos del estilo arquitectónico maya de los Altos Orientales de Chiapas como la implementación de piedra careada tallada similar a sitios representativos de este estilo como Chinkultic. Se han identificado alrededor de 15 basamentos y plataformas que varían en alturas de aproximadamente 1.50 a 9 metros. La cerámica y materiales hallados en el sitio muestran una ocupación datada en los periodos clásico tardío al posclásico temprano.